# Englische Fußballnationalmannschaft der Frauen/Weltmeisterschaften
Der Artikel beinhaltet eine ausführliche Darstellung der englischen Fußballnationalmannschaft der Frauen bei Weltmeisterschaften. England konnte sich für sechs WM-Endrunden der Frauen qualifizieren, überstand aber 2015 erstmals das Viertelfinale und wurde anschließend Dritter. England liegt in der ewigen Tabelle als beste Mannschaft, die nicht an allen Endrunden teilnahm, auf Platz 6. England ist die erste Mannschaft, die im Turnier gegen einen späteren Weltmeister gewinnen konnte.

## Die Nationalmannschaft bei Weltmeisterschaften

### Übersicht
| Jahr | Gastgeberland         | Teilnahme bis …    | Gegner      | Ergebnis | Trainer        | Bemerkungen und Besonderheiten |
| ---- | --------------------- | ------------------ | ----------- | -------- | -------------- | --- |
| 1991 | Volksrepublik China   | nicht qualifiziert |             |          |                | In der Qualifikation an Deutschland gescheitert. |
| 1995 | Schweden              | Viertelfinale      | Deutschland | 7.       | Ted Copeland   | Niederlage gegen den späteren Vizeweltmeister |
| 1999 | USA                   | nicht qualifiziert |             |          |                | In der Qualifikation an Deutschland und Norwegen gescheitert. |
| 2003 | USA                   | nicht qualifiziert |             |          |                | In der Qualifikation in den Playoff-Spielen an Frankreich gescheitert. |
| 2007 | Volksrepublik China   | Viertelfinale      | USA         | 7.       | Hope Powell    | Niederlage gegen den Rekordweltmeister |
| 2011 | Deutschland           | Viertelfinale      | Frankreich  | 7.       | Hope Powell    | Niederlage im Elfmeterschießen |
| 2015 | Kanada                | Spiel um Platz 3   | Deutschland | Dritter  | Mark Sampson   | In der Gruppenphase traf die Mannschaft auf Frankreich, Mexiko sowie Kolumbien und wurde mit zwei Siegen und einer Niederlage Gruppenzweiter. Im Achtelfinale gegen Norwegen wurde erstmals ein K.-o.-Spiel bei der WM gewonnen, im Spiel um Platz 3 erstmals gegen Deutschland. |
| 2019 | Frankreich            | Spiel um Platz 3   | Schweden    | Vierter  | Phil Neville   | Halbfinalniederlage gegen den erfolgreichen Titelverteidiger USA |
| 2023 | Australien/Neuseeland | Finale             | Spanien     | 2. Platz | Sarina Wiegman | In der Qualifikation trafen die Engländerinnen auf Österreich, Nordirland, Nordmazedonien, Lettland und Luxemburg. |

### Statistik
(Angaben inkl. 2023: Neun Weltmeisterschaften; Prozentangaben sind teilweise gerundet)
- nicht teilgenommen: nie (0 %)
- nicht qualifiziert: dreimal (33,3 %; 1991, 1999 und 2003)
- qualifiziert: sechsmal (66,7 %)
  - Viertelfinale: dreimal (33,3 %; 1995, 2007 und 2011)
  - Vierter: einmal (11,1 %; 2019)
  - Dritter: einmal (11,1 %; 2015)
  - Zweiter: einmal (11,1 %; 2023)

## Die Turniere

### WM 1991 in der Volksrepublik China
Für die erste WM der Frauen konnte sich England nicht qualifizierten. In der EM-Qualifikation, die als erste Stufe der WM-Qualifikation galt, scheiterte die Mannschaft an Deutschland. In der Gruppenphase wurde zunächst hinter den Norwegerinnen nur Platz 2 belegt. Weitere Gegner waren Finnland und Belgien. England verlor zwar nur ein Spiel gegen Norwegen, kam aber in drei Spielen nur zu torlosen Remis. Im Viertelfinale gegen Deutschland vberloren sie zunächst das Heimspiel mit 1:4 und dann auch das Rückspiel mit 0:2. Damit war Deutschland bereits für die WM qualifiziert, England musste zusehen.

### WM 1995 in Schweden
Für die WM in Schweden qualifizierten sich die Engländerinnen als Halbfinalist der Europameisterschaft 1995. In der Qualifikation dazu hatte sich England mit vier Siegen gegen Belgien und Slowenien sowie zwei torlosen Remis gegen Spanien durchgesetzt. Im Viertelfinale setzte sich England mit zwei 2:1-Siegen gegen Island durch und war damit für die WM qualifiziert. Im Halbfinale verloren aber wieder mit 1:4 im Hinspiel sowie 1:2 im Rückspiel gegen Deutschland.
Bei der WM in Schweden trafen sie in ihrem ersten WM-Spiel auf Kanada und gewannen mit 3:2. Dabei erzielte Gillian Coultard in der 51. Minute durch einen verwandelten Elfmeter das erste WM-Tor für England. Nach Erhöhung auf 3:0 mussten sie in den Schlussminuten aber noch zittern, dann zunächst gelang den Kanadierinnen in der 87. Minute das 1:3 und dann auch noch in der Nachspielzeit das 2:3. Gegen Norwegen folgte dann ein 0:2 und gegen Nigeria ein 3:2, womit England als Gruppensieger ins Viertelfinale einzog. Hier war wieder gegen Deutschland Endstation. Mit 0:3 verabschiedeten sich die Engländerinnen für 12 Jahre von der WM-Bühne. Bereits mit dem Einzug ins Viertelfinale hatte sich England sportlich für das erste Fußballturnier der Frauen bei den Olympischen Spielen 1996 qualifiziert an dem nur die acht besten Mannschaften der WM teilnehmen konnten. Weil allerdings England aber bei den Olympischen Spielen nicht startberechtigt ist, konnte Brasilien als neuntbeste Mannschaft auch teilnehmen.

### WM 1999 in den USA
Für die dritte Weltmeisterschaft setzte die UEFA dann erstmals und bis heute einziger Kontinentalverband separate Qualifikationsspiele an. In der Qualifikation traf England auf die beiden Finalisten von 1995 Norwegen und Deutschland sowie die Niederlande. England gewann nur das Heimspiel gegen die Niederländerinnen mit 1:0 und verlor alle anderen Spiele. Damit schied England als Gruppenletzter aus. Norwegen belegte mit einem Punkt Vorsprung vor Deutschland den ersten Platz und qualifizierte sich direkt für die WM. Deutschland, das außer in Norwegen auch bei den Niederländerinnen verloren hatte, qualifizierte sich über die Playoffs der Gruppenzweiten gegen die Ukraine ebenfalls für die WM-Endrunde.

### WM 2003 in den USA
Eigentlich sollte die WM 2003 wieder in der Volksrepublik China stattfinden. Wegen der SARS-Epidemie wurde das Turnier kurzfristig in die USA verlegt. Damit fand die Weltmeisterschaft zum zweiten Mal in den USA statt. In der Qualifikation traf England wieder auf Deutschland und die Niederlande sowie auf Portugal. Mit zwei Siegen und zwei Remis qualifizierte sich England als Gruppenzweiter hinter Deutschland, das direkt für die WM qualifiziert war, für die Relegationsspiele der Gruppenzweiten. Hier trafen sie zunächst auf Island und nach einem 2:2 in Island reichte ein 1:0-Heimsieg für die Relegationsfinalspiele gegen die Französinnen. Da beide Spiele mit 0:1 verloren wurden, konnte sich England nicht für die WM qualifizieren.

### WM 2007 in der Volksrepublik China
Vier Jahre später fand dann die WM doch zum zweiten Mal in der Volksrepublik China statt. In der Qualifikation traf England auf Frankreich, die Niederlande, Österreich und Ungarn. Mit sechs Siegen – darunter gegen Ungarn mit einem 13:0 der höchste Sieg der Engländerinnen – und zwei Remis setzten sich die Engländerinnen souverän durch und erreichten zum zweiten Mal die WM.
Im ersten Spiel der Endrunde trafen sie auf Japan und mussten nach 0:1-Rückstand und 2:1-Führung in der 5. Minute der Nachspielzeit noch das 2:2 hinnehmen, womit Japan erstmals einen WM-Punkt gegen eine europäische Mannschaft gewinnen konnte. Im zweiten Spiel gegen Deutschland trennten sich beide torlos. Im letzten Spiel gegen Argentinien gelang den Engländerinnen dann mit dem 6:1 der höchste Sieg in einem ihrer WM-Spiele und der Sprung ins Viertelfinale, da Japan gegen Deutschland im Parallelspiel verlor. Im Viertelfinale trafen sie dann auf die USA, hielten 50 Minuten lang das 0:0, verloren dann aber noch mit 0:3. Damit schied England wie 1995 im Viertelfinale aus, hatte aber als einzige Mannschaft gegen den späteren Weltmeister Deutschland weder verloren noch ein Tor kassiert. Mit dem Viertelfinaleinzug hatte sich England eigentlich auch die Qualifikation für das Fußballturnier der Frauen bei den Olympischen Spielen 2008 gesichert, an dem nur die drei besten europäischen Mannschaften der WM teilnehmen konnten. Da aber England weiterhin nicht bei den olympischen Spielen starten kann, spielten Schweden und Dänemark, die beide in der Vorrunde ausgeschieden waren, um diesen Platz, den sich dann die Schwedinnen sicherten.

### WM 2011 in Deutschland

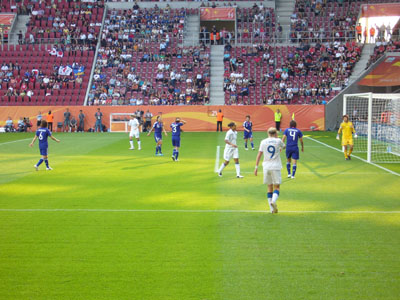
Szene aus dem Spiel gegen Japan

Für die WM in Deutschland qualifizierten sich die Engländerinnen mit sieben Siegen und einem Remis gegen Spanien, Österreich, die Türkei und Malta für die Playoffs der Gruppensieger. Entscheidend war dabei ein 2:2 beim direkten Konkurrenten Spanien, da das Heimspiel zuvor gewonnen wurde und beide gegen alle anderen Mannschaften gewannen. In den Playoffs wurde die Schweiz mit 2:0 und 3:2 besiegt und die Fahrkarte zur WM gebucht. Dabei gelang Kelly Smith in den Playoffs ihr 40. Länderspieltor, wodurch sie englische Rekordtorschützin wurde.
In Deutschland wurde England in eine Gruppe mit Japan, Ozeanienmeister Neuseeland und Mexiko gelost. Im ersten Spiel gegen die Mittelamerikanerinnen taten sich die Engländerinnen schwer und kamen nicht über ein 1:1 hinaus. Gegen Neuseeland folgte nach 0:1-Rückstand ein 2:1-Sieg und gegen Japan gelang mit einem 2:0 der erste Gruppensieg bei einer WM. Im Viertelfinale war dann Frankreich der Gegner. Nach einer torlosen ersten Halbzeit ging England in der 59. Minute in Führung, musste aber zwei Minuten vor dem Ende der regulären Spielzeit den Ausgleich hinnehmen. In der dann folgenden Verlängerung gelang keiner Mannschaft ein Tor, so dass es zum Elfmeterschießen kam, in dem England bei Männern und Frauen nicht zu den Besten gehört. Zwar versagte die erste französische Schützin und die ersten drei Engländerinnen waren erfolgreich, aber während ansonsten alle Französinnen trafen, versagten die beiden letzten Engländerinnen Claire Rafferty und Kapitänin Faye White. Damit schied England ungeschlagen aus, konnte aber für sich verbuchen als einzige Mannschaft den späteren Weltmeister Japan besiegt zu haben.

### WM 2015 in Kanada

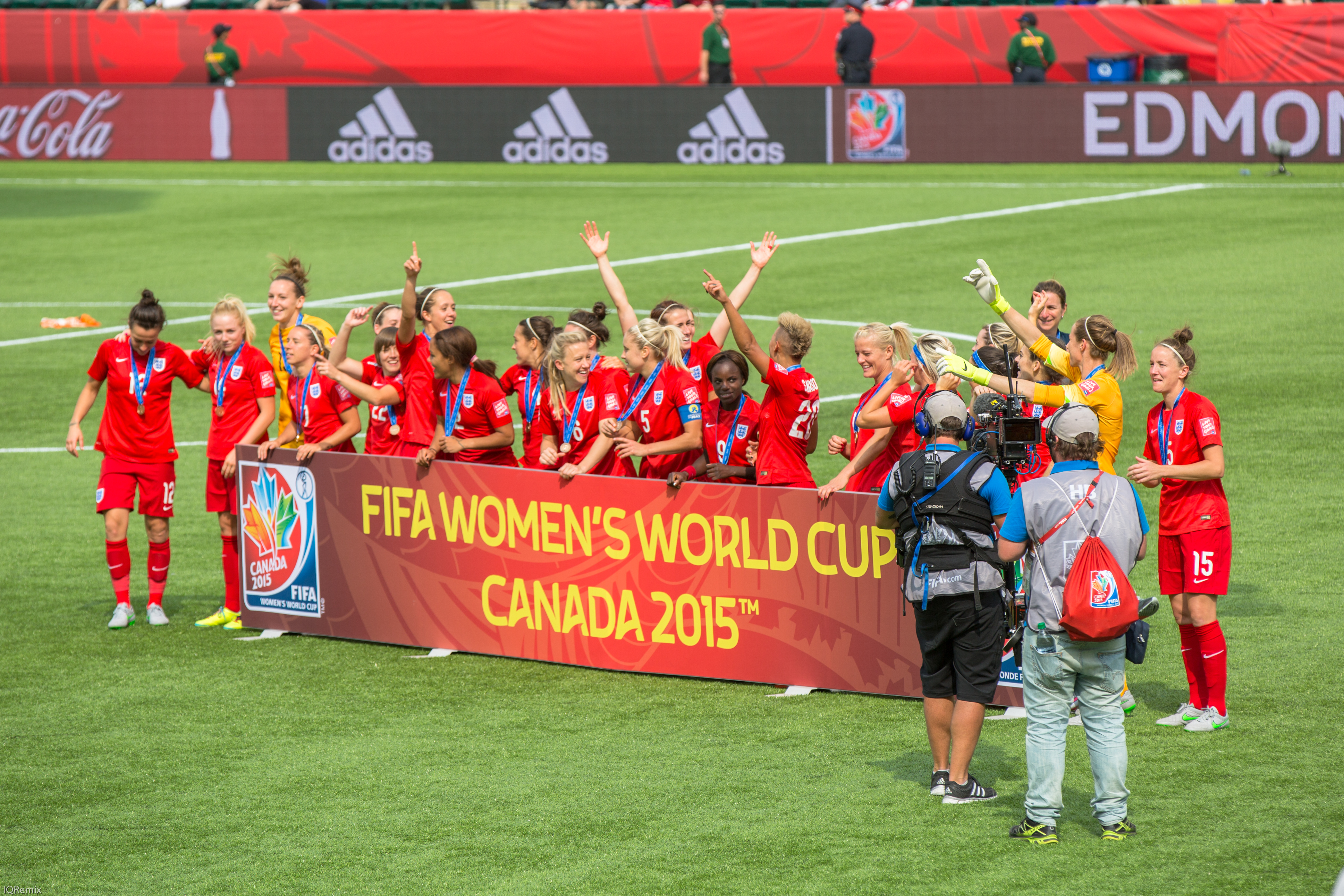
Die Engländerinnen feiern den dritten Platz

In der Qualifikation setzen sich die Engländerinnen wieder als Sieger durch. In der Gruppe waren die Ukraine, Wales, die Türkei, Belarus und das erstmals teilnehmende Montenegro die Gegner. Nach neun Siegen war England durch das 4:0 im vorletzten Spiel gegen Wales als zweite europäische Mannschaft vorzeitig für die WM qualifiziert. Auch das letzte Spiel wurde dann noch gewonnen. Die zweitplatzierte Ukraine konnte sich über die Playoffs nicht für die WM qualifizierten.
Bei der Auslosung der Gruppen war England nicht gesetzt und wurde der Gruppe F mit Frankreich zugelost, auf das es im ersten Gruppenspiel im von französischen Siedlern gegründeten Ort Moncton traf. Weitere Gegner waren Kolumbien und wie vier Jahre zuvor Mexiko.
In einem engen Spiel verloren sie zunächst gegen Frankreich mit 0:1, konnten dann aber vier 2:1-Siege folgen lassen. Zunächst gegen Mexiko, dann gegen Kolumbien, womit sie sich als Gruppenzweiter für die K.-o.-Runde qualifizierten, sowie anschließend im erstmals ausgetragenen Achtelfinale gegen Norwegen und damit erstmals in einem K.-o.-Spiel bei der WM. Im Viertelfinale, das die Engländerinnen zuvor noch nie überstanden, trafen sie auf Gastgeber Kanada und setzten sich ebenfalls mit 2:1 durch. Sie standen damit erstmals im Halbfinale, wo sie auf den Titelverteidiger treffen, den sie bei der letzten WM als einzige Mannschaft besiegen konnten. Durch ein Eigentor in der Nachspielzeit wurde das Finale verpasst, aber im anschließenden Spiel um Platz 3 erstmals gegen Deutschland gewonnen.

### WM 2019 in Frankreich
In der Qualifikation für die dritte WM in Europa trafen die Engländerinnen auf Wales, Russland, Bosnien & Herzegowina und erstmals Kasachstan. Die Engländerinnen gaben nur beim torlosen Remis im Heimspiel gegen die benachbarten Waliserinnen einen Punkt ab. Entscheidend für die Qualifikation war dann ein 3:0-Sieg vor der Rekordkulisse von 5.053 Zuschauern bei den Waliserinnen am vorletzten Spieltag, die bis dahin in sieben Qualifikationsspielen ohne Gegentor geblieben waren.
Die Engländerinnen hatten die Qualifikation noch unter Mark Sampson begonnen, der sie 2015 zum dritten Platz und bei der EM 2017 ins Halbfinale geführt hatte. Im September 2017 wurde er aber nach dem ersten Spiel aufgrund verschiedener Anschuldigungen entlassen. Übergangsweise betreute dann zunächst Mo Marley die Mannschaft bis im Januar 2018 der frühere englische Nationalspieler Phil Neville das Traineramt übernahm.
Bei der WM kam es im ersten Spiel zum innerbritischen Duell gegen die erstmals qualifizierten Schottinnen. England gewann mit 2:1. Zudem waren wie 2007 Argentinien und Japan die Gegner in der Gruppenphase. Mit 1:0 gegen die Südamerikanerinnen und 2:0 gegen den Asienmeister wurde England wie 2011 Gruppensieger vor Japan. In einem turbulenten Achtelfinale mit vielen Unterbrechungen durch den Videoassistenten gewannen die Engländerinnen mit 3:0 gegen Kamerun. Mit diesem Ergebnis gewannen sie im Viertelfinale auch gegen Norwegen, wobei Ellen White mit ihrem insgesamt sechsten WM-Tor alleinige WM-Rekordtorschüzin der Engländerinnen wurde. Im Halbfinale gegen die USA konnte White zwar ein weiteres Tor schießen, die 1:2-Niederlage gegen Titelverteidiger USA damit aber nicht verhindern. Mit demselben Resultat wurde dann das Spiel um Platz 3 gegen Schweden verloren.

### WM 2023 in Australien und Neuseeland
Für die Fußball-Weltmeisterschaft der Frauen 2023 müssen sich die Engländerinnen gegen Österreich, Nordirland, Nordmazedonien, Lettland und Luxemburg qualifizieren. Österreich war Gegner in der WM-Qualifikation 2007 und 2011, Nordirland in der EM-Qualifikation 1983, 1985 und 2009. Gegen Lettland, Luxemburg und Nordmazedonien wurde erstmals gespielt. Die Engländerinnen gewannen alle zehn Spiele und stellten mit 80:0 Toren einen neuen Torrekord auf, konnten aber mit 8 Toren pro Spiel nicht die Quote von Deutschland (9,17 Tore pro Spiel) aus der Qualifikation für die WM 1995 überbieten. Mit 20:0 gegen Lettland gelang es ihnen am 30. November 2021 den erst fünf Tage zuvor von Belgien aufgestellten Rekord für den höchsten Sieg einer europäischen Nationalmannschaft um ein Tor zu überbieten.
Bei der Auslosung am 22. Oktober 2022 wurde England als Gruppenkopf gesetzt. Zugelost wurden Asienmeister China, Dänemark und eine Mannschaft, die sich im Februar beim interkontinentalen Play-off-Turnier noch qualifizieren musste und gegen die England noch nie gespielt hat. Dies ist Haiti, das sich zunächst gegen den Senegal und dann Chile durchsetzte. Gegen China und Dänemark gab es auch noch keine WM-Spiele. Mit drei Siegen wurde das Achtelfinale gegen Rekordafrikameister Nigeria erreicht. Hier musste nach torlosen 120 Minuten und einer Roten Karte für Lauren James das Elfmeterschießen entscheiden, bei dem die Engländerinnen eine Fehlschützin weniger als die Afrikanerinnen hatten. Im Viertelfinale treffen die Engländerinnen auf Kolumbien, das im Achtelfinale mit 1:0 gegen Jamaika gewann. Durch einen 2:1-Sieg nach 0:1-Rückstand erreichten die Engländerinnen zum dritten Mal in Folge das Halbfinale. Hier trafen sie auf Co-Gastgeber Australien, der Frankreich im Elfmeterschießen aus dem Turnier warf. Mit 3:1 gewannen sie gegen die Matildas, gegen die sie im April noch mit 0:2 verloren hatten, wodurch ihre längste Serie ohne Niederlage (30 Spiele) endete. Im Finale treffen sie auf Spanien, das erstmals ein großes Finale erreicht hat und gegen das die Engländerinnen bei der EM 2022 im Viertelfinale mit 2:1 nach Verlängerung gewonnen hatten. Diesmal hatten die Spanierinnen aber das bessere Ende für sich und gewannen mit 1:0. Mary Earps, die im Finale noch einen Strafstoß halten konnte, wurde zur besten Torhüterin des Turniers gewählt.

## Spiele

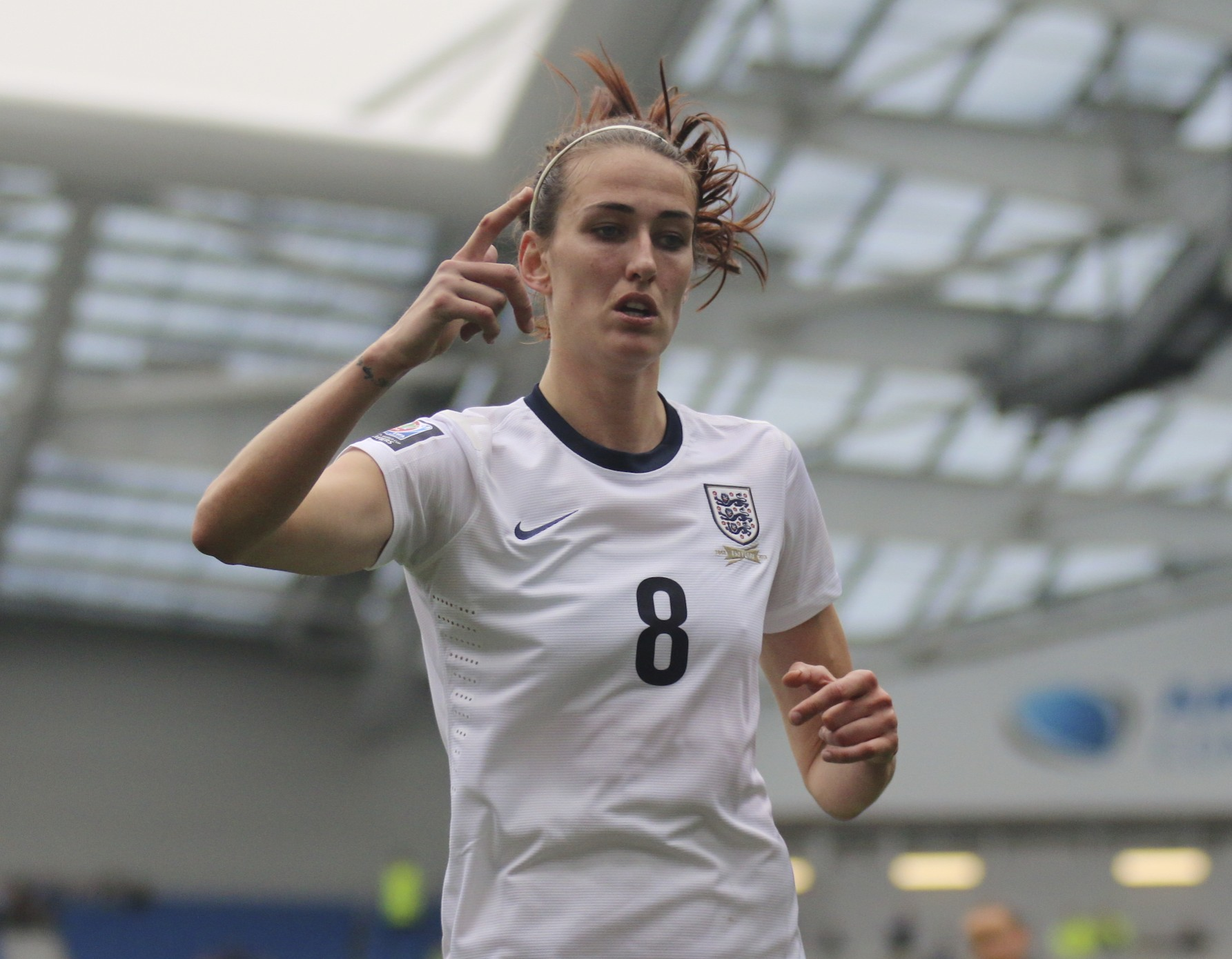
Jill Scott, Spielerin mit den meisten WM-Spielen für England

England bestritt bisher 33 WM-Spiele. Davon wurden 20 gewonnen, acht verloren und fünf endeten remis. Drei Spiele gingen in die Verlängerung, da ein Sieger ermittelt werden musste. Davon wurde eins durch ein Tor gewonnen und je eins im Elfmeterschießen gewonnen und verloren.
England nahm nie am Eröffnungsspiel teil, spielte 2015 erstmals gegen den Gastgeber, spielte dreimal gegen den Titelverteidiger (2007, 2015 und 2019) und viermal gegen den späteren Weltmeister (2007 und 2011 in der Vorrunde, 2019 im Halbfinale, 2023 im Finale). England spielte am häufigsten gegen Japan (4-mal) sowie Deutschland und Norwegen (je 3-mal). Sieben Spiele waren die bisher ersten (offiziellen) gegen die jeweiligen Gegner.
England spielte bisher gegen Mannschaften aller sechs Konföderationen und gegen die Meister aller Konföderationen (11-mal), am häufigsten (je 3-mal) gegen den Europameister (bisher immer Deutschland) und den Asienmeister.
Die meisten Spiele bestritt Jill Scott (21 Spiele); Ellen White (7) und Fara Williams (5, davon vier per Elfmeter) gelangen die meisten Tore. Alle drei haben ihre Karriere mittlerweile beendet.
| Alle WM-Spiele |            |                      |                     |                    |                  |                                                                                                   |
| Nr.            | Datum      | Ergebnis             | Gegner              | Austragungsort     | Anlass           | Bemerkungen                                                                                       |
| 1              | 06.06.1995 | 3:2                  | Kanada              | Helsingborg (SWE)  | Gruppenspiel     | Erstes Spiel gegen Kanada                                                                         |
| 2              | 08.06.1995 | 0:2                  | Norwegen            | Karlstad (SWE)     | Gruppenspiel     |                                                                                                   |
| 3              | 10.06.1995 | 3:2                  | Nigeria             | Karlstad (SWE)     | Gruppenspiel     | Erstes Spiel gegen Nigeria Erstes Spiel gegen einen amtierenden Afrikameister                     |
| 4              | 13.06.1995 | 0:3                  | Deutschland         | Västerås (SWE)     | Viertelfinale    |                                                                                                   |
| 5              | 11.09.2007 | 2:2                  | Japan               | Shanghai (CHN)     | Gruppenspiel     | Erstes Spiel gegen Japan                                                                          |
| 6              | 14.09.2007 | 0:0                  | Deutschland (TV)    | Shanghai (CHN)     | Gruppenspiel     |                                                                                                   |
| 7              | 17.09.2007 | 6:1                  | Argentinien         | Chengdu (CHN)      | WM-Gruppenspiel  | Erstes offizielles Spiel gegen Argentinien Erstes Spiel gegen einen amtierenden Südamerikameister |
| 8              | 22.09.2007 | 0:3                  | USA                 | Tianjin (CHN)      | Viertelfinale    |                                                                                                   |
| 9              | 27.06.2011 | 1:1                  | Mexiko              | Wolfsburg (DEU)    | Gruppenspiel     |                                                                                                   |
| 10             | 01.07.2011 | 2:1                  | Neuseeland          | Dresden (DEU)      | Gruppenspiel     |                                                                                                   |
| 11             | 05.07.2011 | 2:0                  | Japan               | Augsburg (DEU)     | Gruppenspiel     |                                                                                                   |
| 12             | 09.07.2011 | 1:1 n. V., 3:4 i. E. | Frankreich          | Leverkusen (DEU)   | Viertelfinale    |                                                                                                   |
| 13             | 09.06.2015 | 0:1                  | Frankreich          | Moncton (CAN)      | Gruppenspiel     |                                                                                                   |
| 14             | 13.06.2015 | 2:1                  | Mexiko              | Moncton (CAN)      | Gruppenspiel     |                                                                                                   |
| 15             | 17.06.2015 | 2:1                  | Kolumbien           | Montreal (CAN)     | Gruppenspiel     | Erstes Spiel gegen Kolumbien                                                                      |
| 16             | 22.06.2015 | 2:1                  | Norwegen            | Ottawa (CAN)       | Achtelfinale     | Erster Sieg in einem K.-o.-Spiel                                                                  |
| 17             | 27.06.2015 | 2:1                  | Kanada              | Vancouver (CAN)    | Viertelfinale    |                                                                                                   |
| 18             | 01.07.2015 | 1:2                  | Japan (TV)          | Edmonton (CAN)     | Halbfinale       | Erste Niederlage gegen Japan                                                                      |
| 19             | 04.07.2015 | 1:0 n. V.            | Deutschland         | Edmonton (CAN)     | Spiel um Platz 3 | Erster Sieg gegen Deutschland                                                                     |
| 20             | 09.06.2019 | 2:1                  | Schottland          | Nizza (FRA)        | Gruppenspiel     |                                                                                                   |
| 21             | 14.06.2019 | 1:0                  | Argentinien         | Le Havre (FRA)     | Gruppenspiel     |                                                                                                   |
| 22             | 19.06.2019 | 2:0                  | Japan               | Nizza (FRA)        | Gruppenspiel     |                                                                                                   |
| 23             | 23.06.2019 | 3:0                  | Kamerun             | Valenciennes (FRA) | Achtelfinale     | Erstes Spiel gegen Kamerun                                                                        |
| 24             | 27.06.2019 | 3:0                  | Norwegen            | Le Havre (FRA)     | Viertelfinale    |                                                                                                   |
| 25             | 02.07.2019 | 1:2                  | USA (TV)            | Lyon (FRA)         | Halbfinale       |                                                                                                   |
| 26             | 06.07.2019 | 1:2                  | Schweden            | Nizza (FRA)        | Spiel um Platz 3 |                                                                                                   |
| 27             | 22.07.2023 | 1:0                  | Haiti               | Brisbane (AUS)     | Vorrunde         | Erstes Spiel gegen Haiti, erstes WM-Spiel der Haitianerinnen                                      |
| 28             | 28.07.2023 | 1:0                  | Dänemark            | Sydney (AUS)       | Vorrunde         |                                                                                                   |
| 29             | 01.08.2023 | 6:1                  | Volksrepublik China | Adelaide (AUS)     | Vorrunde         |                                                                                                   |
| 30             | 07.08.2023 | 0:0 n. V.; 4:2 i. E. | Nigeria             | Brisbane (AUS)     | Achtelfinale     |                                                                                                   |
| 31             | 12.08.2023 | 2:1                  | Kolumbien           | Sydney (AUS)       | Viertelfinale    |                                                                                                   |
| 32             | 16.08.2023 | 3:1                  | Australien          | Sydney (AUS)       | Halbfinale       |                                                                                                   |
| 33             | 20.08.2023 | 0:1                  | Spanien             | Sydney (AUS)       | Finale           |                                                                                                   |

Anmerkung: Fett gedruckte Mannschaften waren zum Zeitpunkt des Spiels Meister ihrer Konföderation.
Die englische Mannschaft erzielte ihre höchsten Siege gegen folgende Länder bei WM-Turnieren:
- Argentinien 6:1 (2007, Vorrunde) – erstes Spiel gegen Argentinien
- Volksrepublik China 6:1 (2023, Vorrunde)
- Haiti 1:0 (2023, Vorrunde) – erstes Spiel gegen Haiti
- Kamerun 3:0 (2019, Achtelfinale) – erstes Spiel gegen Kamerun
- Kolumbien 2:1 (2015, Vorrunde und 2023, Viertelfinale) – einzige Spiele gegen Kolumbien
- Nigeria 3:2 (1995, Vorrunde) – einziger Sieg gegen Nigeria

Nur ein Spiel, das Halbfinale gegen Japan 2015 war die höchste Niederlage gegen dieses Land.

## Rekorde

### Mannschaft
- Erste Mannschaft, die im Turnierverlauf den späteren Weltmeister besiegen konnte: 2011 in der Vorrunde 2:0 gegen Japan. 2023 konnte dann Japan in der Vorrunde gegen den späteren Weltmeister Spanien mit 4:0 gewinnen.

### Spielerinnen
- Jill Scott erzielte am 9. Juli 2011 mit dem 1:0 (Endstand 1:1 n. V. 3:4 i. E.) gegen Frankreich das 600. WM-Tor.[8]
- Meiste Einsätze als Kapitänin: Steph Houghton (14×, 2015 und 2019)

### Gegner
- Cecilia Santiago (Mexiko) ist mit 16 Jahren und 251 Tagen die jüngste Torhüterin, die jemals bei einer WM eingesetzt wurde. Bei der WM 2011 wurde sie im ersten Spiel gegen England eingesetzt.

### Negativrekorde
- Spätestes Eigentor: Laura Bassett in der 90+2. Minute des Halbfinales 2015 gegen Japan zum 1:2.